# Tends la patte
Pour plus de détails, voir Fiche technique et Distribution.
Tends la patte ou Donne la patte (Lend a Paw) est un court-métrage d'animation produit par Walt Disney et sorti le 3 octobre 1941 avec Mickey Mouse et Pluto. Ce film fait partie de la série Mickey Mouse même s'il a pour héros le personnage de Pluto.

## Synopsis
C'est l'époque de Noël et Pluto sauve un chaton pris au piège sur un bloc de glace au milieu d'une rivière. Le chaton reconnaissant suit Pluto jusque chez Mickey, qui se prend d'affection pour le félin. Pluto se sent alors rejeté et c'est à ce moment-là que ses deux consciences interviennent. L'ange lui conseille d'accepter la présence du chaton tandis que le démon veut tout faire pour qu'il s'en débarrasse. Le démon lui demande alors de mettre le chaton près de l'aquarium pour qu'il mange le poisson pour faire en sorte de le faire jeter dehors. Sauf, que l'aquarium est simplement tombé et à peine fissuré. Mickey intervient et le poisson dénonce Pluto qui se fait mettre à la porte. Le démon arrive alors pour le réconforter. Pendant ce temps, le chaton joue avec une balle tout en allant dehors. Une fois dehors, la balle atterrit dans le seau du puits. Le chaton saute dans le seau qui tombe tout à coup au fond du puits. Pluto alerté accourt sur les lieux et constate que le chaton risque de se noyer. L'ange supplie Pluto de sauver ce pauvre minet tandis que le démon veut que qu’il se noie. Finalement, l'ange parvient à vaincre le démon et ordonne à Pluto de porter secours au chaton. Mais en tirant sur la corde, ce dernier tombe dans le puits mais parvient in extremis à sauver le chaton de la noyade. Mickey est alerté et sort le chaton du seau. Mais à ce moment-là, Pluto qui tenait la corde dans sa gueule pour remonter le chaton, tombe dans l'eau et aboi pour appeler à l'aide. Mickey parvient à le remonter mais il le découvre complètement gelé. Mickey ramène Pluto chez lui et lui fait prendre un bain très chaud pour qu'il se réchauffe très vite. Ainsi, Pluto n'est plus gelé et il reçoit un bisou de la part du chaton en signe de reconnaissance pour lui avoir sauvé la vie une deuxième fois. Pluto échange alors un sourire avec le chaton et reçoit les félicitations de son ange.

## Fiche technique
- Titre original : Lend a Paw
- Titre français : Tends la patte
- Série : Mickey Mouse
- Réalisation : Clyde Geronimi
- Animation : Norman Tate
- Production : Walt Disney
- Société de production : Walt Disney Productions
- Société de distribution : RKO Radio Pictures
- Dates de sortie :
  - États-Unis : 3 octobre 1941[1]
- Format : Couleur (Technicolor) - Son mono (RCA Photophone)
- Durée : 8 minutes
- Langue : (en)
- Pays :  États-Unis

## Voix originales
- Walt Disney : Mickey
- Pinto Colvig : Pluto

## Voix françaises

### 1erdoublage (date inconnue)
- Maurice Nasil : Mickey Mouse, la bonne conscience de Pluto
- Jean Clarieux : la mauvaise conscience de Pluto

### 2edoublage (1990)
- Jean-Paul Audrain : Mickey Mouse
- Roger Carel : les deux consciences de Pluto

### 3edoublage (2007)
- Laurent Pasquier : Mickey Mouse
- Bernard Métraux : la mauvaise conscience de Pluto
- Guy Chapelier : la bonne conscience de Pluto

## Récompenses
- Oscar du meilleur court-métrage d'animation 1942.

## Commentaires
- Ce film fait apparaître les deux consciences de Pluto, l'angélique et la démoniaque.
- Le film est dédié à la Tailwagger Foundation[1], une association New-Yorkaise affiliée à l'Animal Protection and Welfare Society, « en reconnaissance de leur travail pour tendre la patte aux amis animaux de l'Homme »[2].